# 大瀛
大瀛（だいえい、1759年1月30日（宝暦9年1月2日） - 1804年6月11日（文化元年5月4日））は、江戸時代後期の浄土真宗本願寺派の僧侶。名は廓亮。真実院大瀛和上。号は芿園、天城、金剛庵、瑞華など。
在野の学僧として当時の西本願寺の教学であった三業安心説を批判し、三業惑乱の大紛争のきっかけを作る。

## 概要

### 前半生
安芸国（現・広島県山県郡安芸太田町）出身。石見津和野藩の御典医・森養哲の子として生まれ、11歳で得度し、広島報専坊の慧雲に師事し、1776年（安永5年）、西本願寺の学林に入る。河内法性寺に逗留した他、備後正満寺（1789年（寛政元年） - ）、安芸勝円寺（1791年（寛政3年） - ）、石見浄土寺に住持する。1794年（寛政6年）に住職を辞し、広島城の西に学寮・芿園舎（せいえんしゃ）を設立して子弟を育成したことから、芸轍の代表者であるとともに芿園轍の祖とされる。

### 三業惑乱
新義派の智洞が西本願寺能化となると、河内の道隠らとともに古義派を代表してこれを批判し、智洞の講義に対する反論として16項目からなる『十六問尋』を作成して学林側の新義派に回答を求めた。この教義論争は各地の門信徒を巻き込んで流血の事態となり、いわゆる三業惑乱の大紛争に発展するが宗門内部では事態を収拾できず、江戸幕府の介入を招く。そうした状況の中、大瀛は1803年（享和3年）には二条城にて、また翌1804年（享和4年）には江戸の寺社奉行所にて道隠とともに対論し、智洞を論破した。しかし、同年5月に築地の成勝寺にて46歳で没した。
大瀛の死後、1806年（文化3年）に寺社奉行の脇坂安董は「三業安心説」を異端（異安心）であるとする審判を下し、同年、本願寺門主の本如も「御裁断の御書」でそれを追認したことで、大瀛らの主張が認められることとなった。

## 墓所

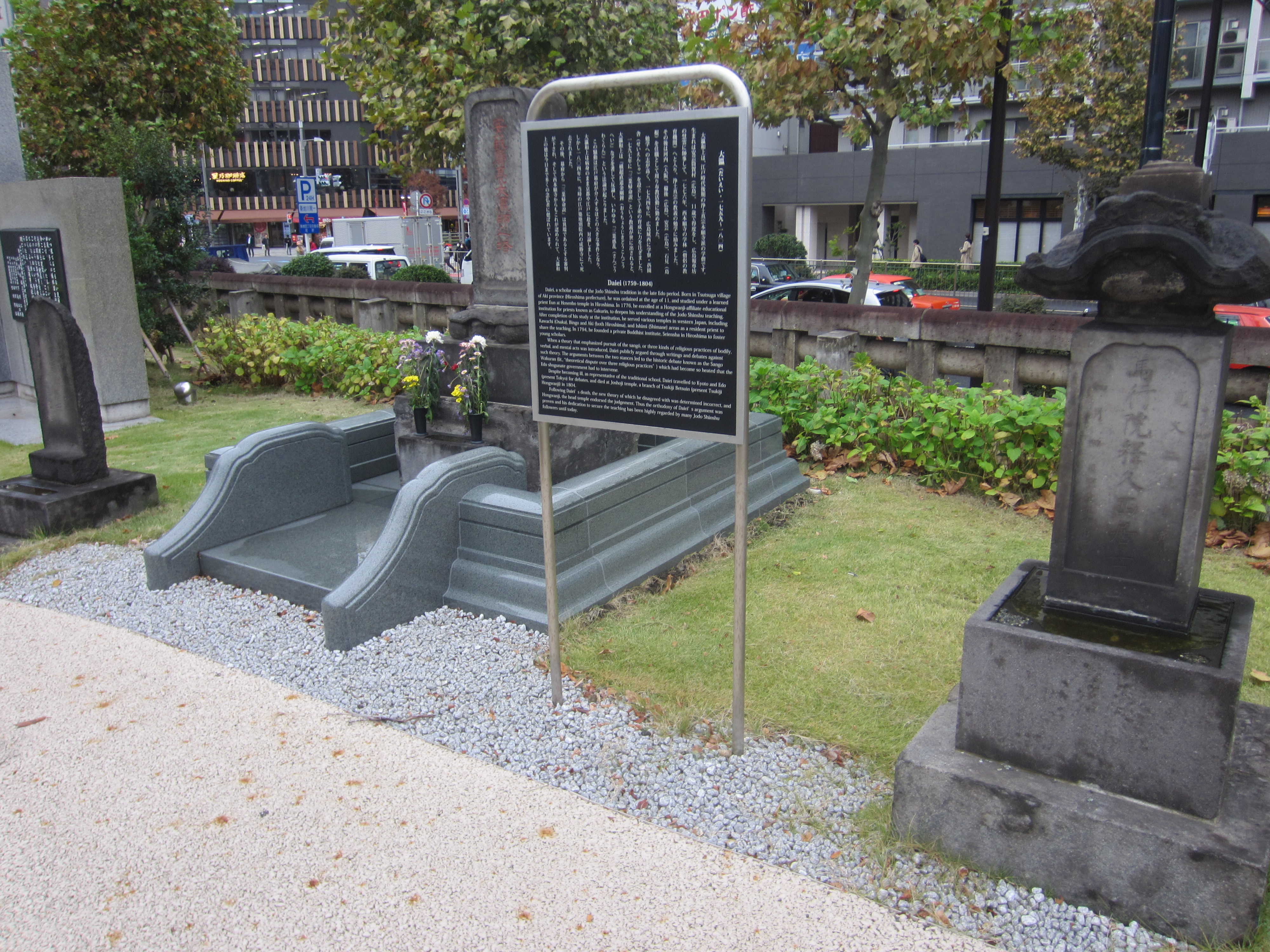
築地本願寺にある安芸廓亮大瀛師之塔

東京都中央区の築地本願寺に墓所があり、祥月命日には法要が行われる。広島県安芸太田町や、広島市安佐北区の勝円寺にも塔がある。

## 著作
- 『浄土真宗金剛錍』
- 『真宗安心十諭』[7]。
- 『教行信証義例略讃』